# Xã Ellendale, Quận Dickey, Bắc Dakota
Xã Ellendale (tiếng Anh: Ellendale Township) là một xã thuộc quận Dickey, tiểu bang Bắc Dakota, Hoa Kỳ. Năm 2010, dân số của xã này là 115 người.